# Thomas Schildknecht
Thomas Schildknecht ist ein Schweizer Astronom. Er ist Vizedirektor des Astronomischen Institutes der Universität Bern und seit 2009 Leiter des Observatoriums Zimmerwald.

## Entdeckungen
Thomas Schildknecht machte am Observatorium Zimmerwald folgende Entdeckungen von Supernovae und Asteroiden:
| Typ       | Bezeichnung        | Entdeckt           | Bemerkung                   |
| --------- | ------------------ | ------------------ | --------------------------- |
| Supernova | SN 1983 W          | 1983               |                             |
| Supernova | SN 1985 A          | 1985               |                             |
| Supernova | SN 1986 K          | 1. September 1986  |                             |
| Supernova | SN 1987 F          | 2. April 1987      | Entdeckung mit N.V. Metlova |
| Supernova | SN 1989 F          | 7. März 1989       |                             |
| Asteroid  | (3328) Interposita | 21. August 1985    |                             |
| Asteroid  | (3330) Gantrisch   | 12. September 1985 |                             |
| Asteroid  | (3366) Gödel       | 22. September 1985 |                             |